# ابوطالب لندنی

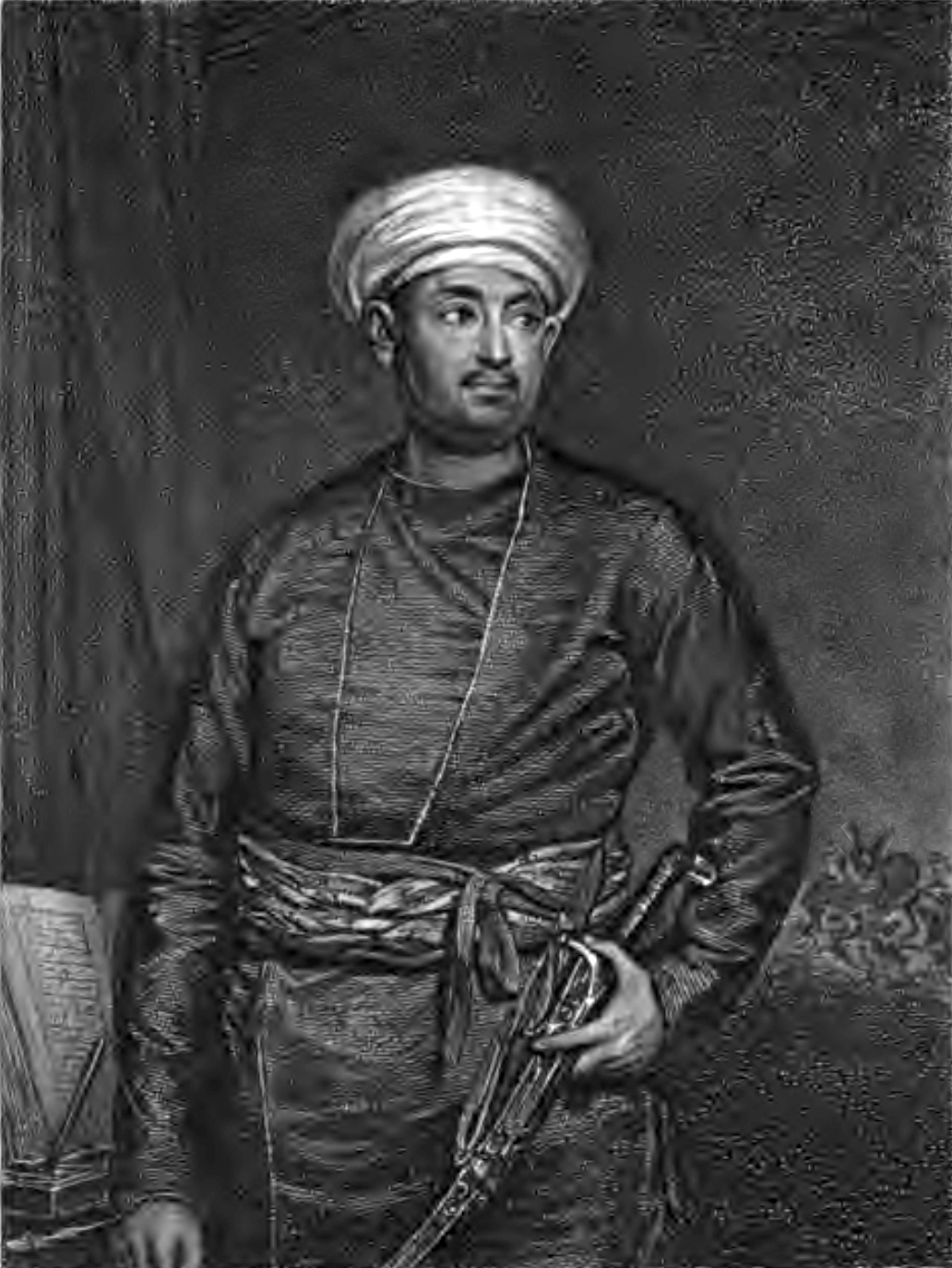
کنده‌کاری از میرزا ابوطالب خان بر پایه پرتره‌ای از جیمز نورت‌کوت

پرتره‌ای از میرزا ابوطالب خان

میرزا ابوطالب خان معروف به طالب متولد سال ۱۱۶۶ قمری (۳–۱۷۵۲ میلادی) در لکهنو فرزند حاجی محمدبیگ خان تبریزی اصفهانی. جهانگرد هندی مسلمان از پدر ایرانی بود. او برای شرکت هند شرقی بریتانیا کار می‌کرد و توسط یکی از مدیران این شرکت به دیدار اروپا دعوت شد. او در اروپا خود را شاهزاده ایرانی معرفی کرد و بعنوان یکی از اولین ایرانیان بازدید کننده از اروپا بسیار مورد مهمان نوازی بزرگان پادشاهی و مسیولین شرکت هند شرقی قرار گرفت.  و پس از بازدید از اروپا و بازگشت از طریق عثمانی و دیدار از عتبات و برگشت به هند خاطرات خود را منشر کرد. برخی معتقدند سفر او توسط شرکت هند شرقی ترتیب داده شده بود تا او را که در اود برای شرکت کار می‌کرد برای حمایت از منافع خود آماده کنند. او. دیوان حافظ را در سال ۱۷۹۱ م چاپ کرد و مدتی هم به جهانگردی پرداخت و مآثر طالبی را نگاشت. تمام آثار او به فارسی نوشته شدند.

## زندگی
بسیاری از آنچه در مورد پیشینه ابوطالب شناخته شده از خاطرات او است. پدر ایرانی اش حاجی محمد بیگ (متوفی ۱۷۶۸) در عباس‌آباد اصفهان در ایران به دنیا آمد، اما از ترس «ظلم» نادرشاه به لکهنو در ایالت اود در شمال هند گریخت. در آنجا او 'به دوستی' صفدرجونگ سوبادر نواب عود، پذیرفته شد و به مرور به عنوان دستیار معاون فرماندار عود، برادرزاده صفدرجونگ، محمد کولی خان، منصوب شد. پس از مرگ صفدرجونگ در ۱۷۵۴ نواب جدید، پسر صفدرجونگ شجاع الدوله، محمد کولی خان را اعدام کرد و حاجی محمد بیگ خان چند سال پس از تولد ابوطالب در لکنو در سال ۱۷۵۲ به مرشدآباد، بنگال غربی گریخت.
ابوطالب و مادرش در لکهنو تحت حمایت نواب ماندند. در سال ۱۷۶۶ به مرشدآباد نقل مکان کردند، اما در سال ۱۷۶۸، حدود ۱۸ ماه پس از ورودشان، حاج محمد بیگ خان درگذشت. ابوطالب با خانواده «مظفر یونگ - نواب بنگال» ازدواج کرده بود و مدتی در خدمت آن شاهزاده گذراند و از عود دور ماند تا در سال ۱۷۷۵ پس از مرگ شجاع الدوله و به سلطنت رسیدن پسرش. آصف الدوله از طرف مختار الدوله نخست‌وزیر دعوت شد تا منصب عومیلدار ولسوالی اتاوه را به عهده گیرد. این نقش ترکیبی از مالیات جمع کن و ناظر نظامی محلی بود، اما پس از مرگ مختار حامی ابوطالب و انتصاب حیدر بیگ خان به عنوان جانشین وی، ظرف چند سال متوقف شد.
ابوطالب یک سال را در لکنو گذراند و پس از آن اولین قرار ملاقات خود را با شرکت هند شرقی گرفت تا به سرهنگ الکساندر هانی، مأمور مالیات شرکت در گوراخپور کمک کند. او این کار را به مدت سه سال انجام داد تا اینکه هانی به اروپا بازگشت و پس از آن ابوطالب دوباره به دلیل یک سال بیکاری در لاکنو بازنشسته شد. روابط بین شرکت و عود در این دوره تیره شد، از جمله در دوره سوم ۱۷۸۱–۱۷۸۲ ناتانیل میدلتون به عنوان مقیم، و به گفته ابوطالب، سیستم جمع‌آوری مالیات ایالت به اندازه کافی به هم ریخته بود که زمینداران، به ویژه بالبهادرا سینگ. از انجام هرگونه پرداخت خودداری می‌کردند. اقدام نظامی نواب و شرکت علیه سینگ شکست خورد و ابوطالب می‌گوید وارن هستینگز، فرماندار کل وقت، به میدلتون دستور داد که ابوطالب را به عنوان فردی که ممکن است بتواند سینگ را تحت کنترل درآورد، بفرستد. پس از مدت کوتاهی بازی سخت، میزرا پذیرفت که کمک کند و از حدود ۱۷۸۲–۱۷۸۴ ابوطالب علیه سینگ لشکرکشی کرد، آن را شکست داد و کشت.

## سیاحت
در سال ۱۷۹۹، یک پیشنهاد غیرمنتظره توسط دیوید توماس ریچاردسون، افسر شرکت هند شرقی که به دلایل سلامتی به لندن بازمی‌گشت، به او ارائه شد. ریچاردسون پیشنهاد کرد که ابوطالب او را همراهی کند و یک تور بزرگ اروپا را انجام دهد. ابوطالب بی درنگ پذیرفت. مشخص نیست که آیا پیشنهاد ریچاردسون از دوستی شخصی ناشی شده است یا اینکه دست شرکت هند شرقی در این امر دخیل بوده است. تیم ویلاسی-ویلسی معتفد است که شرکت در حال سرمایه‌گذاری روی ابوطالب بود تا بتواند بعدها او را در اود برای منافع خود استفاده کند.
خان و ریچاردسون در ۷ فوریه ۱۷۹۹ کلکته را ترک کردند و به کیپ تاون در آفریقای جنوبی رسیدند، جایی که چند ماه در انتظار فرصت حمل و نقل مناسب تر ماندند. آنها به خوبی مورد استقبال قرار گرفتند و در حلقه اجتماعی لیدی آن برنارد قرار گرفتند. در اواخر سپتامبر کیپ تاون را ترک کردند تا در دسامبر ۱۷۹۹ به کورک، ایرلند برسند. از طریق زمین به دوبلین سفر کردند، جایی که ابوطالب از آنجا بازدید کرد و احتمالاً ماموریتهایی را در آنجا انجام داد. کورنوالیس. در دوبلین بود، ساکه دین محمد را ملاقات کرد که در سال ۱۷۹۴ سفرهای دین محمد را منتشر کرده بود و شاید به عنوان الگویی برای کار سفرنامه ابوطالب عمل کرد.
ابوطالب که توسط کورنوالیس توصیه نامه‌هایی داشت به لندن رفت و در ۲۱ ژانویه ۱۸۰۰ وارد شد و تا حد زیادی توسط جامعه لندن به عنوان شاهزاده ایرانی مورد حمایت قرار گرفت. او به شارلوت مکلنبورگ-استرلیتز، ملکه جورج سوم معرفی شد و به نام «شاهزاده ایرانی» معروف شد که حرکات و ملاقات‌هایش گزارش می‌شد. توسط بزرگان و خوبان مانند جیمز کریستی، جان دبرت و جوزیا ودگوود مورد استقبال قرار گرفت. ابوطالب از ملاقات با همسران و دختران لذت می‌برد.
ابوطالب در ۷ ژوئن ۱۸۰۲ انگلستان را ترک کرد و از فرانسه دیدن کرد و در آنجا با آنتوان ایزاک سیلوستر دو ساسی و لوئی-ماتیو لانگلس که هر دو خاورشناس بودند ملاقات کرد و دعوت‌هایی دریافت کرد تا از تالیران و ناپلئون دیدن کند. او پیش از بازگشت به کلکته در اوت ۱۸۰۳ به قسطنطنیه رفت و با سلیم سوم، سلطان دیدار کرد و از آنجا از طریق خشکی به کردستان و ایران و از زیارتگاه‌های شیعیان کربلا و نجف بازدید کرد تا به عنوان بخشی از برنامه‌های مشترک خان و شرکت هند شرقی برای آینده اعتبار مسلمانی خود را بازیابی کند.
می‌نویسد: «در ۲۷ شوّال ۱۲۱۷هـ. ق. از سامرّا به بغداد رسیدم، بعد از آن که از زحمت آن سفر در بغداد آسودم، احرام زیارت کربلا و نجف در میان جان بستم. چهارم ذی‌قعده روانه کربلا شدم، با آن‌که راه ناامن بود و من نابلد، این سفر از اوّل تا به آخر به خیر و خوشی و سهولت گذشت و به خلاف سفر سامره به هر جا که می‌رسیدم، مردم اکرام می‌کردند.» و در ادامه می‌افزاید: «در کربلا با کربلایی بیگم خاله خود ملاقات افتاد. او را بسیار پیر و شکسته و از قضیه وهابی فقیر و غارت زده یافتم…»

## درگذشت
وی عاقبت در سال ۱۲۲۰ قمری برابر با ۶–۱۸۰۵م در لکهنو در گذشت.

## آثار

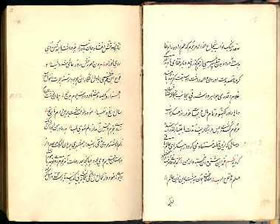
صفحاتی از کتاب مسیر طالبی اثر میرزا ابوطالب خان

- مآثر طالبی (مسیر طالبی) در ۱۲۱۹ق نوشته شده
- تفضیح الغافلین
- خلاصه الافکار
- دیوان شعر
- معراج التوحید
- لب السیر در سال ۱۲۰۸ ق نگاشته شده.